# Sả lưng lục
Sả lưng lục (danh pháp hai phần: Actenoides monachus) là một loài chim thuộc họ Sả (Alcedinidae), có tài liệu xếp vào họ Bồng chanh (Alcedinidae).
Sả lưng lục là loài đặc hữu của Indonesia. Môi trường sinh sống tự nhiên của nó là rừng đất thấp ẩm nhiệt đới và cận nhiệt đới. Nó bị đe dọa mất nơi sống.